# Dedhrota
Dedhrota fou un estat tributari protegit de l'Índia a l'agència de Mahi Kantha, presidència de Bombai. La superfície era de 29 km² i la població (1892) de 1.100 habitants i de 725 habitants el 1901, en dos pobles. Els ingressos s'estimaven en 2203 rúpies i pagava un tribut de 699 rúpies al Gaikwar de Baroda i de 74 al rajha d'Idar.

## Llista de thakurs
- Thakur Shri Punjsinh
- Thakur Shri Nathusinh Punjsinh
- Thakur Shri Daulatsinh Nathusinh ?-1936
- Thakur Shri Pratapsinh Daulatsinh 1936-1948